# Maurice Roche (Schriftsteller)
Maurice Roche (* 4. November 1924 in Clermont-Ferrand; † 19. Juli 1997 in Sèvres) war ein französischer Schriftsteller und Komponist.

## Leben und Werk
Maurice Roche brach 1946 ein Musikstudium ab, um Journalist zu werden. Nach einem Buch über Monteverdi (Seuil, Paris 1960) veröffentlichte er von 1966 bis 1975 die avantgardistischen Romane Compact, Circus, Codex und Opéra bouffe (Seuil, Paris), die der Experimentalliteratur zuzurechnen sind, ferner 1976 Mémoire (Belfond, Paris 1976) mit autobiographischem Inhalt. Zwei seiner Texte wurden ins Deutsche übersetzt. Als Komponist schrieb er unter anderem 1947 die Szenenmusik zu Henri Pichettes Stück Les Épiphanies.

## Werke (Auswahl)

### Soweit auf Deutsch erschienen
- Compact. Seuil, Paris 1966.
  - (deutsch) Kompakt. Kiepenheuer und Witsch, Köln 1972. (übersetzt von Irma Reblitz)
- Je ne vais pas bien, mais il faut que j’y aille. Seuil, Paris 1987.
  - (deutsch) Gut gehts mir nicht, aber gehn muß ich doch. Plasma, Berlin 1998. (übersetzt von Eugen Helmlé)

### Weitere Werke ab 1980
- Maladie mélodie. Seuil, Paris 1980.
- Camar(a)de. Fiction. Arthaud, Paris 1981.
- Écritures. Carte blanche, Montmorency 1986.
- Qui n’a pas vu Dieu n’a rien vu. Zapping. Seuil, Paris 1990.
- Grande humoresque opus 27. Roman. Seuil, Paris 1997.
- Un petit rien-du-tout tout neuf plié dans une feuille de persil. Précédé de Portrait des chats en poète sceptique et tendre par Édouard Glissant.  Gallimard, Paris 1997.
- Loulou-hebdo. Hrsg. Bruno Cany. Passage d’encres, Romainville 2007. (mit einem Text von Jean-Pierre Faye)

### Deutsche Hörspiele (Auswahl)
- 1970: Mnemopolis (Vorlage: Kompakt (Compact) (Prosa)) – Realisation: Peter Michel Ladiges, Bernd Lau, Johannes Hertel, Hans Wurm, Marlis von Stethmann (Hörspielbearbeitung – RIAS Berlin/WDR)
- 1972: Totemtanz (Gegenüberstellung der indianischen Kultur in Nordamerika mit der der Pioniere des Wilden Westens) – Regie: Otto Düben (Hörspiel – SR)
- 1977: Christmas Story – Regie: Otto Düben (Original-Hörspiel – SR)

Quelle: ARD-Hörspieldatenbank